# Eatonina fulvicolumella
Eatonina fulvicolumella is een slakkensoort uit de familie van de Cingulopsidae. De wetenschappelijke naam van de soort is voor het eerst geldig gepubliceerd in 1980 door Ponder & Yoo.